# Henry Wessel Jr.
Henry Wessel Jr. (né le 28 juillet 1942 à Teaneck, dans le New Jersey, aux États-Unis et mort le 20 septembre 2018  à Point Richmond, dans le comté de Contra Costa, San Francisco Bay Area, en Californie) est un photographe américain connu pour ses images en noir et blanc de scènes vernaculaires dans l'ouest américain, considéré, avec ses contemporains Lee Friedlander ou Garry Winogrand, comme un maître de la street photography.
Il publié un certain nombre de livres de photographie et a reçu deux bourses Guggenheim et trois bourses du National Endowment for the Arts (Fonds national pour les arts). Son travail est présent dans les collections permanentes de nombreux musées américains, européens et asiatiques.
Sa première exposition personnelle a été organisée par John Szarkowski au Museum of Modern Art (MoMA) de New York en 1972 et il a été l'un des dix photographes inclus dans l'influente exposition New Topographics: Photographs of a Man-Altered Landscape (New Topographics : Photographies d'un paysage modifié par l'homme) à la George Eastman House en 1975. Ses œuvres ont également été exposées lors d'expositions personnelles à la Tate Modern de Londres, au Museum of Modern Art (MoMA) de New York, au Museum of Contemporary Art de Los Angeles, au San Francisco Museum of Modern Art, et à la Maison européenne de la photographie à Paris.
Henry Wessel Jr. a été professeur au San Francisco Art Institute, où il a enseigné de 1973 à 2014.

## Biographie
Henry Wessel Jr. est né à Teaneck, dans le New Jersey et a grandi à Ridgefield. Il étudie la psychologie à l'université d'État de Pennsylvanie, dont il sort diplômé en 1966. Il prend conscience de son intérêt pour la photographie grâce à la découverte d'une œuvre photographique dans un livre trouvé par hasard dans une librairie près du campus, ce qui l’amène à renoncer à son intérêt antérieur pour la psychologie.
Sandra S. Phillips, conservatrice en chef de la photographie au Musée d'art moderne de San Francisco a écrit à propos des photographies d'Henry Wessel Jr. « Le travail remarquable de Wessel, plein d'esprit, évocateur et inventif, est distinctif et fait en même temps partie intégrante du grand développement de la photographie qui a prospéré dans les années 1970. Les images continuent de croître et d'évoluer et l'œuvre est désormais considérée comme une contribution individuelle importante à la photographie américaine du XXe siècle. »
« L'innocence est la quintessence de l'instantané », a écrit Lisette Model. Wessel a fait sienne cette réflexion de la photographe documentaire américaine d'origine autrichienne, et il précise à ce sujet : « Je souhaite faire la distinction entre l'innocence et l'ignorance. L'innocence est l'une des formes les plus élevées d'être et l'ignorance, l'une des formes les plus basses. » Pour capturer ces instantanés qui ont fait sa réputation, il ne s'embarrasse pas d'un matériel encombrant :  tout au long de sa carrière, il n'a utilisé qu'un seul appareil photo et un seul type de film : un appareil photo Leica 35 mm équipé d'un objectif grand angle 28 mm et d'un film Kodak Tri-X.
Henry Wessel Jr. est mort des suites d'une fibrose pulmonaire le 20 septembre 2018 à son domicile de Point Richmond, à Richmond, en Californie.

## Expositions

### Expositions personnelles
- 1972 : Museum of Modern Art (MoMA), New York
- 1987 : International Museum of Photography, Osaka, Japon
- 1988 : Museum of Art, École de design de Rhode Island, Providence, Rhode Island
- 1998 : Museum of Contemporary Art de Los Angeles, Los Angeles
- 2007 : Henry Wessel: Photographs, San Francisco Museum of Modern Art, San Francisco[1],[2]
- 2007 : Henry Wessel, Die Photographische Sammlung, SK Stiftung Kultur, Cologne, Allemagne
- 2007 : Incidents, Tate Modern, Londres[3],[4]
- 2015 : Henry Wessel: Continental Divide, Galerie Thomas Zander, Cologne, Allemagne
- 2016 : Standard & Icons. Photography by Henry Wessel, Amerikahaus, Munich, Allemagne
- 2018 : Henry Wessel. Still Photographs, Galerie Thomas Zander, Cologne, Allemagne
- 2019 : A Dark Thread, Maison européenne de la photographie, Paris[5]

### Expositions collectives
- 1975 : New Topographics: Photographs of a Man-Altered Landscape, International Museum of Photography, George Eastman House, Rochester
- 1978 : Mirrors and Windows: American Photography since 1960 Museum of Modern Art (MoMA), New York[6]
- 1983 : Twentieth Century Photographs from the Museum of Modern Art, Museum of Modern Art (MoMA), New York, and Seibu Museum of Art, Tokyo, Japon
- 1987 : Photographs from the Last Decade, San Francisco Museum of Modern Art, San Francisco, Californie
- 1989 : Picturing California: A Century of Photographic Genius, Oakland Museum, Oakland, Californie
- 1991 : Pleasures and Terrors of Domestic Comfort, Museum of Modern Art (MoMA), New York
- 1993 : Critical Landscape, Musée métropolitain de la photographie de Tokyo, Tokyo, Japon
- 1996 : Crossing the Frontier: Photographs of the Developing West 1849 to the Present, San Francisco Museum of Modern Art, San Francisco, Californie
- 2000 : Walker Evans & Company, Museum of Modern Art (MoMA), New York
- 2001 :  Boundaries: Contemporary Photography in California, Ansel Adams Center, San Francisco, Californie
- 2003 : Looking at Photographs, Musée de l'Ermitage, Saint-Pétersbourg, Russie
- 2005 : Amerikanische Street Photography, Stadtische Galerie Wolfsburg, Wolfsburg, Allemagne
- 2005 : Garry Winogrand and American Street Photographers : Mitch Epstein, Lee Friedlander, Joel Meyerowitz et Henry Wessel, Fotografiemuseum Amsterdam, Amsterdam, Pays-Bas
- 2006 : Advancing the Moment, Pasadena Museum of California Art, Pasadena, Californie
- 2009 : Into the Sunset Image of the American West, Museum of Modern Art (MoMA), New York[7]
- 2009 : This Side Of Paradise : Los Angeles (1865-2008), Musée de l'Élysée, Lausanne
- 2010 : Le paradis, ou presque: Los Angeles (1865-2008), Musée Nicéphore-Niépce, Chalon-sur-Saône
- 2011 :  Shift, UCR / California Museum of Photography, Riverside, Californie
- 2011 : Focus: Los Angeles, 1945-1980, The J. Paul Getty Museum, Los Angeles[8]
- 2011 : Hyper Real - Kunst und Amerika um 1970, Ludwig Forum für Internationale Kunst, Aix-la-Chapelle, Allemagne
- 2011 : Under the Big Black Sun: California Art, 1974-1981,Museum of Contemporary Art de Los Angeles[9],[10]
- 2011 : Here., Pier 24 Photography, San Francisco[11]
- 2012 : About Face, Pier 24 Photography, San Francisco[12]
- 2017 : Autophoto, Fondation Cartier pour l'art contemporain, Paris
- 2018 : No Time, McEvoy Foundation for the Arts, San Francisco, Californie

## Livres
- 1992 : House Pictures. Fraenkel Gallery, San Francisco, (OCLC 26864482).
- 2000 : Night Walk.  RAM Publications + Distribution, Santa Monica, 2000.  (ISBN 978-0963078575).
- 2000 : Henry Wessel: Rena Bransten Gallery Exhibition Catalogue Rena Bransten Gallery, San Francisco, ASIN: B000UPRBAW
- 2006 : California and the West / Odd Photos / Las Vegas / Real Estate Photographs / Night Walk., Steidl Verlag, Göttingen  (ISBN 978-3865211330)
- 2007 : Henry Wessel, avec un essai de Sandra S. Phillips, San Francisco Museum of Modern Art, San Francisco / Steidl Verlag, Göttingen  (ISBN 978-3865213914)
- 2012 : Waikiki Steidl Verlag, Göttingen  (ISBN 978-3869303000).
- 2013 : Incidents Steidl Verlag, Göttingen  (ISBN 978-3869306971).
- 2016 : Sunset Park Steidl Verlag, Göttingen  (ISBN 978-3958291133)
- 2016 : Continental Divide. Steidl Verlag, Göttingen  (ISBN 978-3958291157)
- 2016 : Traffic. Steidl Verlag, Göttingen  (ISBN 978-3958291140)
- 2016 : Traffic / Sunset Park / Continental Divide. Steidl Verlag, Göttingen  (ISBN 978-3-95829-275-8).
- 2019 : A Dark Thread, Mack Books, Londres  (ISBN 978-1-91233-928-0)

## Collections
Les photographies d'Henry Wessel Jr. figurent dans de nombreuses collections publiques et privées, et notamment :
- Art Institute of Chicago, Chicago, Illinois
- Musée Amon Carter, Fort Worth, Texas
- Galerie nationale d'Australie, Canberra, Australie
- Berkeley Art Museum and Pacific Film Archive, Berkeley, Californie
- California Historical Society, San Francisco, Californie
- Center for Creative Photography, université de l'Arizona, Tucson
- Crocker Art Museum, Sacramento, Californie
- Denver Art Museum, Denver, Colorado
- Fogg Art Museum, Université Harvard, Cambridge, Massachusetts
- George Eastman House, Rochester, État de New York
- Musée Solomon R. Guggenheim, New York
- Los Angeles County Museum of Art, Los Angeles
- Musée d'Art contemporain, Los Angeles, Californie
- Metropolitan Museum of Art, New York
- Museum of Contemporary Photography, Chicago
- Musée des Beaux-Arts, Boston, Massachusetts
- Musée des Beaux-Arts, Houston, Texas
- Museum of Modern Art (MoMA), New York
- National Gallery of Art, Washington DC
- National Gallery of Canada, Ottawa, Canada
- Orange County Museum of Art, Newport Beach, Californie
- Oakland Museum of California, Californie
- Philadelphia Museum of Art, Pennsylvanie
- Santa Barbara Museum of Art, Santa Barbara, Californie
- Musée d'Art moderne de San Francisco, San Francisco, Californie
- Seattle Art Museum, Seattle, État de Washington
- Tate Modern, Londres
- Musée métropolitain de la photographie de Tokyo, Tokyo, Japon
- Victoria and Albert Museum, Londres
- Whitney Museum of American Art, New York

## Récompenses et distinctions
- 1971 :Bourse Guggenheim attribuée par la Fondation John-Simon-Guggenheim[13]
- 1975 : National Endowment for the Arts Fellowship in Photography[14].
- 1977 : National Endowment for the Arts Fellowship in Photography[15].
- 1978 : National Endowment for the Arts Fellowship in Photography[16].
- 1978 : Bourse Guggenheim attribuée par la Fondation John-Simon-Guggenheim[13]